# Selección de balonmano del Reino Unido
La Selección de balonmano de Gran Bretaña es el equipo formado por jugadores de nacionalidad británica que representa a la Asociación Británica de Balonmano en las competiciones internacionales organizadas por la Federación Europea de Balonmano (EHF), la Federación Internacional de Balonmano (IHF) o el Comité Olímpico Internacional (COI). 
Es una selección muy joven y no tiene una historia relevante.
Algunos jugadores que participaron en los juegos olímpicos de Londres 2012 practicaban algún otro deporte.
Alineacion:
Colin Reid EK82
Dan Carden Liverpool
Brian Negrete Lindsay Alarcos Ciudad Real (Spain)
David Klaening IK Nord (Sweden)
Mark Hawkins West London Eagles
Oliver Bray AGF Aarhus (Denmark)
Jacob Maxted Warrington Wolves
Jamal Braithwaite NEM Hawkes
Stephen Clarke Warrington Wolves
Ben Howard Nottingham

Ben Tyler Warrington Wolves
Stefan Whaley NEM Hawkes
Rafik Tahraoui Warrington Wolves
Sebastian Edgar Valence (France)
Josh Da Silva AC Fafe (Portugal)
Steven Larsson Randers (Denmark)
Liam Welsby Warrington Wolves
Ryan Goodwin NEM Hawkes
Toby Venables Warrington Wolves
Ross Strachan Livingston
Jordan Price Nottingham
Chris McDermott Warrington Wolves
Will Moore London GD

## Historial
Formada en 1969, el equipo tomó parte en las competiciones internacionales desde 1972.

### Juegos Olímpicos
- 1936 - No participó
- 1972 - No participó
- 1976 - No participó
- 1980 - No participó
- 1984 - No participó
- 1988 - No participó
- 1992 - No participó
- 1996 - No participó
- 2000 - No participó
- 2004 - No participó
- 2008 - No participó
- 2012 - 12.ª plaza
- 2016 - No participó

### Campeonatos del Mundo
- 1938 - No participó
- 1954 - No participó
- 1958 - No participó
- 1961 - No participó
- 1964 - No participó
- 1967 - No participó
- 1970 - No participó
- 1974 - No participó
- 1978 - No participó
- 1982 - No participó
- 1986 - No participó
- 1990 - No participó
- 1993 - No participó
- 1995 - No participó
- 1997 - No participó
- 1999 - No participó
- 2001 - No participó
- 2003 - No participó
- 2005 - No participó
- 2007 - No participó
- 2009 - No participó
- 2011 - No participó
- 2013 - No participó
- 2015 - No participó
- 2017 - No participó

### Campeonatos de Europa
- 1994 - No participó
- 1996 - No participó
- 1998 - No participó
- 2000 - No participó
- 2002 - No participó
- 2004 - No participó
- 2006 -  No participó
- 2008 -  No participó
- 2010 -  No participó
- 2012 -  No participó
- 2014 - No participó
- 2016 - No participó
- 2018 - No participó
- 2020 - No participó
- 2022 - No participó

### Mundial de Naciones Emergentes
- 2015 - 11.ª plaza
- 2017 - 13.ª plaza
- 2019 -  4.ª plaza